# Oruza semirufa
Oruza semirufa är en fjärilsart som beskrevs av Pieter Cornelius Tobias Snellen 1880. Oruza semirufa ingår i släktet Oruza och familjen nattflyn. Inga underarter finns listade i Catalogue of Life.